# Bernières-sur-Seine
Bernières-sur-Seine is een plaats en voormalige gemeente in het Franse departement Eure (regio Normandië) en telt 246 inwoners (1999). De plaats maakt deel uit van het arrondissement Les Andelys. Bernières-sur-Seine is op 1 januari 2017 gefuseerd met de gemeenten Tosny en Venables tot de gemeente Les Trois Lacs. 

## Geografie
De oppervlakte van Bernières-sur-Seine bedraagt 6,7 km², de bevolkingsdichtheid is 36,7 inwoners per km².
De onderstaande kaart toont de ligging van Bernières-sur-Seine met de belangrijkste infrastructuur en aangrenzende gemeenten.

## Demografie
Onderstaande figuur toont het verloop van het inwonertal (bron: INSEE-tellingen).